# Idolatria

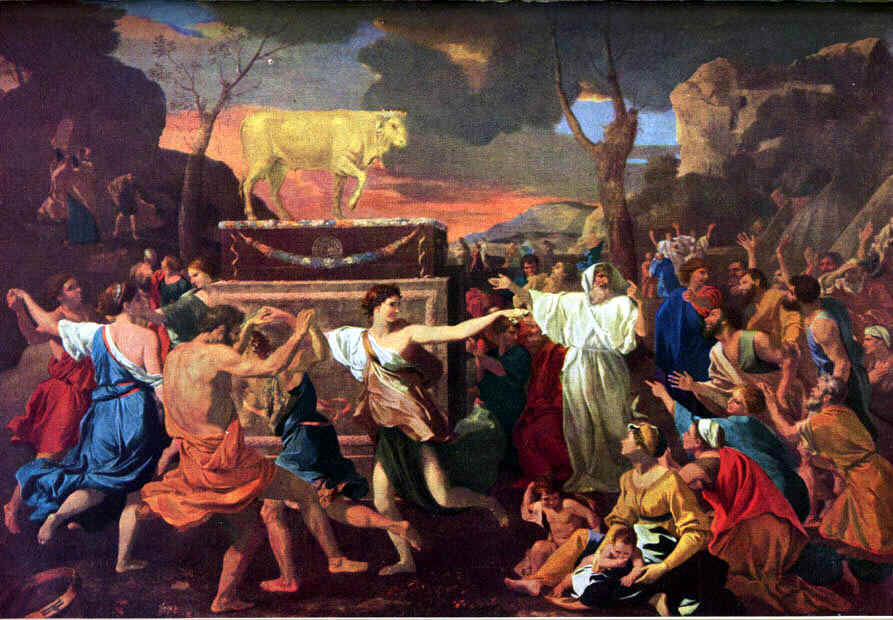
Adorazione del Vitello d'oro di Nicolas Poussin.

Il termine idolatria (dal greco εἴδωλον, éidolon cioè immagine, e λατρεία, latréia cioè culto) indica una fase religiosa, individuata da John Lubbock, anteriore alla credenza in divinità creatrici e soprannaturali, durante la quale le divinità, rappresentate sotto forma di idoli, avrebbero assunto caratteri antropomorfici. Il termine con riferimento alle religioni delle popolazioni di interesse etnologico (vedi etnologia), indica in blocco le religioni pagane, che adorano un'immagine iconografica o un oggetto o idoli o feticci (vedi feticismo).
Molte religioni non consentono questo, ricordando ai fedeli che la rappresentazione (scultorea, pittorica o musiva) è opera dell'uomo e non del Dio, mentre ciò che deve essere adorato è il Dio in sé, che non può essere rinchiuso in un manufatto.

## Religioni abramitiche
Nei testi fondanti delle religioni abramitiche (Ebraismo, Cristianesimo, Islam), che si sono formate in un contesto religioso politeista, la condanna dell'idolatria è un tema importante. L'idolatria è la divinizzazione di un oggetto inanimato o di un'immagine simbolica creata dall'uomo, che assume il posto del vero Dio. Comunemente perciò si dice che l'idolatria è l'adorazione di oggetti ritenuti divinità o abitacoli di essa o partecipi delle caratteristiche (più precisamente dei poteri) di una divinità. In concreto, quindi, l'idolatria comporta la divinizzazione di qualcosa privo di vita, di morto, in luogo del vero e unico Dio, che al contrario è vivo ed è anche, secondo le sue stesse parole riportate nella Bibbia, "Dio dei viventi". In questo senso l'idolatria, il culto degli idoli, mortifica la vita umana, perché la mette al servizio di ciò che è morto, privo di vita. Per questo motivo l'accusa di idolatria può riguardare anche aspetti laici del mondo, come la ricerca dei soldi e del successo a qualunque costo. 

### Nel giudeo-cristianesimo
Nel mondo antico il rifiuto dell'idolatria caratterizzava in modo particolare il monoteismo ebraico e compare innumerevoli volte nella Bibbia. Fin dalla sua formazione il popolo ebraico è combattuto fra la fedeltà a Dio e l'idolatria (episodio del 'vitello d'oro'). Negli scritti profetici, poi, il peccato di idolatria viene identificato come la causa di tutti i mali sofferti da Israele, fra cui la deportazione a Babilonia. Nel capitolo XIV del Libro della Sapienza sono riassunte le ragioni profonde della condanna dell'idolatria. Il rifiuto dell'idolatria, in particolare dell'adorazione di Satana e del potere mondano, è considerato quindi un presupposto anche della fede cristiana, sulla base dell'esempio di Gesù che respinge le tentazioni nel deserto. 
L'applicazione di questi principi generali integralmente condivisi dalle religioni abramitiche, ha generato nella pratica due importanti controversie. La prima riguarda il culto delle immagini. La seconda invece consiste nella definizione chiara di un confine fra l'adorazione (latria) dovuta soltanto all'unico Dio e la venerazione, o dulia, che può (o non può) essere tributata a creature (la Vergine Maria, gli angeli e i santi) o a oggetti (reliquie o immagini ritenute miracolose).
Secondo sant'Agostino gli dèi o idoli pagani sono in realtà demoni adorati dai popoli antichi, inclusi i Neoplatonici.

### Nell'Islam
Secondo la dottrina islamica, l'idolatria (shirk) o il politeismo costituiscono il primo peccato dell'uomo, nel senso della sua disubbidienza al volere divino. Si tratta infatti della venerazione e dell'adorazione addirittura di altre divinità che non siano Allah. Tale comportamento è imperdonabile ed è questo l'unico peccato che impedisca di definire musulmano l'idolatra. Un aspetto interessante dell'Islam è la sua insistenza sul rifiuto di ogni rappresentazione del divino o della creazione divina, in ciò differenziandosi dal Cristianesimo e la sua fede nella Trinità.
Anche se certi tradizionisti riportano ʾaḥādīth che affermano un certo grado di tolleranza per la rappresentazione divina, la pratica più corrente è di vietarla rigorosamente. Ciò ha condotto a una tradizione artistica particolarmente ricca ma nella quale l'astrazione, la forma pura, i tratti geometrici, la calligrafia - anche se non escludente la rappresentazione animale e persino umana - hanno avuto il deciso sopravvento.